# Janirella sydneyae
Janirella sydneyae är en kräftdjursart som beskrevs av George 2004. Janirella sydneyae ingår i släktet Janirella och familjen Janirellidae. Inga underarter finns listade i Catalogue of Life.